# Nico Turoff
Nico Turoff (* 24. Novemberjul. / 6. Dezember 1899greg. als Nikolai Turow in Krementschuk; Russisches Kaiserreich, heute: Ukraine; † 22. Juni 1978 in Ost-Berlin) war ein ukrainischstämmiger Boxer und Schauspieler beim deutschen Film.

## Leben
Nikolai Turoff floh infolge der Oktoberrevolution 1917 nach Deutschland, wo er eine Karriere als Boxer startete. Nach seinem letzten Kampf in Madrid 1925 wechselte er den Beruf und wurde als Schauspieler vor die Kamera geholt.
Von bulliger Statur und mit einem wuchtigen, kantigen Schädel ausgestattet, war Turoff für kraftvolle Chargen aller Arten prädestiniert. Turoff verkörperte durchweg bodenständige Typen und zupackende, handfeste Kerle, darunter mehrfach Gauner. Eine seltene Hauptrolle erhielt er Anfang 1930 an der Seite Grete Mosheims in Hans Tintners viel diskutiertem Sozialdrama Cyankali.
Das Propagandakino des Dritten Reichs besetzte ihn besonders oft als finstere Negativfigur, nach 1945 wurde Turoff in DEFA-Produktionen häufig auf proletarische Typen festgelegt. In der DDR war er einer der meistbeschäftigten Kleindarsteller beim Film; seine Parts kamen jedoch nur selten über Sekundenkürze hinaus und wurden oftmals nicht einmal namentlich genannt.
Nico Turoff hat auch Theater gespielt, in Ost-Berlin sah man ihn unter anderem am Maxim-Gorki-Theater sowie am Berliner Ensemble.

## Filmografie
- 1925: Die vom anderen Ufer
- 1926: Der Sieg der Jugend
- 1927: Mata Hari
- 1927: Wenn Menschen reif zur Liebe werden
- 1927: Du sollst nicht stehlen
- 1928: Schinderhannes
- 1928: Abwege
- 1928: Die Yacht der sieben Sünden
- 1928: Unter der Laterne
- 1928: Moderne Piraten
- 1929: Don Manuel, der Bandit
- 1929: Lux, der König der Verbrecher
- 1929: Der Mann, der nicht liebt
- 1929: Der Ruf des Nordens
- 1929: Giftgas
- 1929: Menschen im Feuer
- 1930: Cyankali
- 1931: Holzapfel weiß alles
- 1932: Einmal möcht’ ich keine Sorgen haben
- 1932: Trenck
- 1933: Heut’ kommt’s drauf an
- 1936: Die unmögliche Frau
- 1938: Capriccio
- 1938: Pour le mérite
- 1939/41: Kadetten
- 1940: Stukas
- 1942: Anschlag auf Baku
- 1942: GPU
- 1942: Meine Freundin Josefine
- 1944: Das Leben ruft
- 1944: Der Rückkehrer (nicht aufgeführt)
- 1945: Wir beide liebten Katharina (unvollendet)
- 1948: Das Mädchen Christine
- 1949: Die blauen Schwerter
- 1950: Das kalte Herz
- 1950: Die lustigen Weiber von Windsor
- 1951: Das Beil von Wandsbek
- 1951: Die letzte Heuer
- 1951: Zugverkehr unregelmäßig
- 1951: Karriere in Paris
- 1951: Das verurteilte Dorf
- 1952: Roman einer jungen Ehe
- 1952: Schatten über den Inseln
- 1952: Die Unbesiegbaren
- 1952: Geheimakten Solvay
- 1953: Anna Susanna
- 1953: Jacke wie Hose
- 1953: Die Geschichte vom kleinen Muck
- 1953: Ernst Thälmann – Sohn seiner Klasse
- 1954: Alarm im Zirkus
- 1954: Pole Poppenspäler
- 1955: Der Ochse von Kulm
- 1955: Das Stacheltier: Hoch die Tassen (Kurzfilm)
- 1955: Sommerliebe
- 1955: Ein Polterabend
- 1955: Rauschende Melodien
- 1955: Thomas Müntzer – Ein Film deutscher Geschichte
- 1956: Die Millionen der Yvette
- 1956: Eine Berliner Romanze
- 1956: Bärenburger Schnurre
- 1957: Alter Kahn und junge Liebe
- 1957: Sheriff Teddy
- 1957: Gejagt bis zum Morgen
- 1957: Vergeßt mir meine Traudel nicht
- 1958: Emilia Galotti
- 1958: Die Elenden
- 1958: Das Lied der Matrosen
- 1958: Sie nannten ihn Amigo
- 1959: Die Premiere fällt aus
- 1959: Eine alte Liebe
- 1959: Der schweigende Stern
- 1959: Kabale und Liebe
- 1959: Einer von uns
- 1960: Silvesterpunsch
- 1960/2014: Sommerwege
- 1961: Das hölzerne Kälbchen
- 1961: Das Kleid
- 1961: Königskinder
- 1962: Josef und alle seine Brüder (Fernsehfilm)
- 1962: Die schwarze Galeere
- 1962: Revue um Mitternacht
- 1962: Die Jagd nach dem Stiefel
- 1962/1990: Monolog für einen Taxifahrer (Fernsehfilm)
- 1963: Geheimnis der 17
- 1963: Verliebt und vorbestraft
- 1963: Jetzt und in der Stunde meines Todes
- 1964: Das Lied vom Trompeter
- 1964: Als Martin vierzehn war
- 1964: Der fliegende Holländer
- 1964: Peterle und die Weihnachtsgans Auguste
- 1965: Engel im Fegefeuer
- 1965: Ohne Paß in fremden Betten
- 1965: König Drosselbart
- 1965: Der Frühling braucht Zeit
- 1965: Alfons Zitterbacke
- 1966: Hochzeitsnacht im Regen
- 1966: Die Tage der Commune (Theateraufzeichnung)
- 1967: Schüsse unterm Galgen
- 1967: Die Heiden von Kummerow und ihre lustigen Streiche
- 1968: Hauptmann Florian von der Mühle
- 1968: Käuzchenkuhle
- 1969: Unterwegs zu Lenin
- 1969: Jungfer, Sie gefällt mir
- 1970: Tödlicher Irrtum
- 1970: Der rote Reiter
- 1970: Dornröschen
- 1971: Optimistische Tragödie (TV)
- 1973: Die Hosen des Ritters von Bredow
- 1973: Zement (Fernsehfilm, zwei Teile)
- 1973: Stülpner-Legende (TV)
- 1974: Wolz – Leben und Verklärung eines deutschen Anarchisten
- 1974: Kit & Co
- 1974: Wahlverwandtschaften
- 1975: Till Eulenspiegel
- 1975: Schwester Agnes (TV)
- 1976: Die Leiden des jungen Werthers
- 1976: Die Regentrude
- 1976: Trini
- 1977: Der Hasenhüter
- 1977: Wer reißt denn gleich vor’m Teufel aus
- 1977: Rotschlipse
- 1977: El Cantor (TV)
- 1978: Oh, diese Tante (TV)

## Hörspiele
- 1971: Bertolt Brecht: Die Tage der Commune (Nationalgardist im Zentralkomitee/Amouroux) – Regie: Manfred Wekwerth/Joachim Tenschert (Hörspiel – Litera)